# Krigsåret 1732

## Pågående krig
- Korsikarevolten (1729-1732)[1]